# Pishuru
Pishuru era una ciutat habitada per kashkes a la regió d'Ishupitta, que cap a l'any 1320 aC va assolir l'hegemonia comarcal i va reconstruir Palhwisa que el rei Mursilis II havia incendiat un any abans. Però el rei hitita va tornar i la va incendiar per segona vegada; els kashkes de Pishuru van ocupar llavors la ciutat de Kuzastarina que Mursilis va atacar i reconquerir.
Pishuru no va perdre l'hegemonia i la va mantenir al començar el segle xiii aC. Ishupitta i Daistipassa, ciutats properes, ambdues de la Terra Alta Hitita, es van aliar amb Pishuru i es van apoderar de les terres de Landa, Marista i algunes ciutats fortificades dels hitites. El rei hitita Hattusilis III no els va poder contenir i els kashkes van continuar avançant al sud creuant el riu Marasanda o Maraššanda i arribant fins a la terra de Kanis (Kanesh). Les ciutats de Kurustama, Gazzuira i una altra de la que no es pot llegir el nom però que comença per Ha..., es van unir als kashka i van atacar les ciutats hitites de la rodalia. Durmitta també va quedar sota control kashka i va atacar la comarca de Tuhuppiya. Els kashkes no van trobar cap obstacle a la terra de Ippasanama (Ippaššanama), i van poder seguir fins a atacar la terra de Suwatara. Només dues ciutats, una d'elles Istahara (l'altra no es pot llegir, però potser era Hakpis) van escapar als atacs kashka. Més tard, Hattussilis va reconquerir aquestes ciutats.